# 苏桥镇 (许昌市)
苏桥镇，是中华人民共和国河南省许昌市建安区下辖的一个乡镇级行政单位。

## 行政区划
苏桥镇下辖以下地区：
关王村社区、禄马社区、丈地社区、黄桥社区、罗拐村社区、孟村社区、小黄桥社区、李桥村社区、曹寨社区、滹沱社区、南村、北村、西村、石寨村、口上村、岗于村、张月庄村、冯庄村、孟店村、湾胡村、杜寨村、杜陈村、陈堂村、中许村、双李村、东张村、西张村、程庄村、司堂村、吴村谢村、侯王村、武庄村和磨李村。

## 交通
- 京广铁路：苏桥站